# Richard Mapuata N’Kiambi
Richard Mapuata N’Kiambi (ur. 27 lutego 1965 w Léopoldville) – kongijski piłkarz grający na pozycji napastnika. W swojej karierze rozgrał 6 meczów i strzelił 2 gole w reprezentacji Zairu.

## Kariera klubowa
Swoją karierę piłkarską Mapuata rozpoczął w klubie DC Motema Pembe. W 1984 roku zdobył z nim Puchar Zairu. W 1985 roku odszedł do Standardu Liège, w którym spędził rok. W latach 1986–1988 występował w portugalskim CF Os Belenenses.
W 1988 roku Mapuata przeszedł do szwajcarskiego klubu AC Bellinzona. Zadebiutował w nim 23 lipca 1988 w zremisowanym 2:2 wyjazdowym meczu z Neuchâtel Xamax i w debiucie strzelił dwa gole. Zawodnikiem Bellinzony był do końca sezonu 1989/1990, w którym Bellinzona spadła do drugiej ligi.
Latem 1990 Mapuata został zawodnikiem FC Aarau. Swój debiut w nim zaliczył 25 lipca 1990 w wygranym 1:0 domowym meczu z FC Wettingen. W Aarau grał przez rok.

## Kariera reprezentacyjna
W reprezentacji Zairu Mapuata zadebiutował 19 marca 1988 w przegranym 0:1 grupowym meczu Pucharu Narodów Afryki 1988 z Algierią, rozegranym w Casablance. Na tym turnieju nie rozegrał więcej spotkań. Od 1988 do 1989 wystąpił w kadrze narodowej 6 razy i strzelił 2 gole.